# Francis Buchanan White
Francis Buchanan White (Perth, Escócia, 20 de março de 1842 – Perth, 3 de dezembro de 1894) foi um botânico e entomologista escocês.

## Vida
Ele estudou medicina na Universidade de Edimburgo. Depois de fazer um Grand Tour em 1866, ele se estabeleceu em Perth, onde permaneceria por toda a vida. Sua principal área de interesse foi os Lepidoptera e a taxonomia dos Hemiptera. Ele foi o autor de vários artigos científicos, publicados no Scottish Naturalist, Journal of Botany e The Proceedings and Transactions of the Perthshire Society of Natural Science. White foi membro da Royal Entomological Society e da Linnean Society.
Em 1883, Buchanan White redescreveu as espécies conhecidas do gênero Hemiptera Halobatese ilustrou 11 espécies em cores, com numerosos desenhos em preto e branco de detalhes estruturais. Esta foi uma das partes do Challenger Report.

## Publicações selecionadas

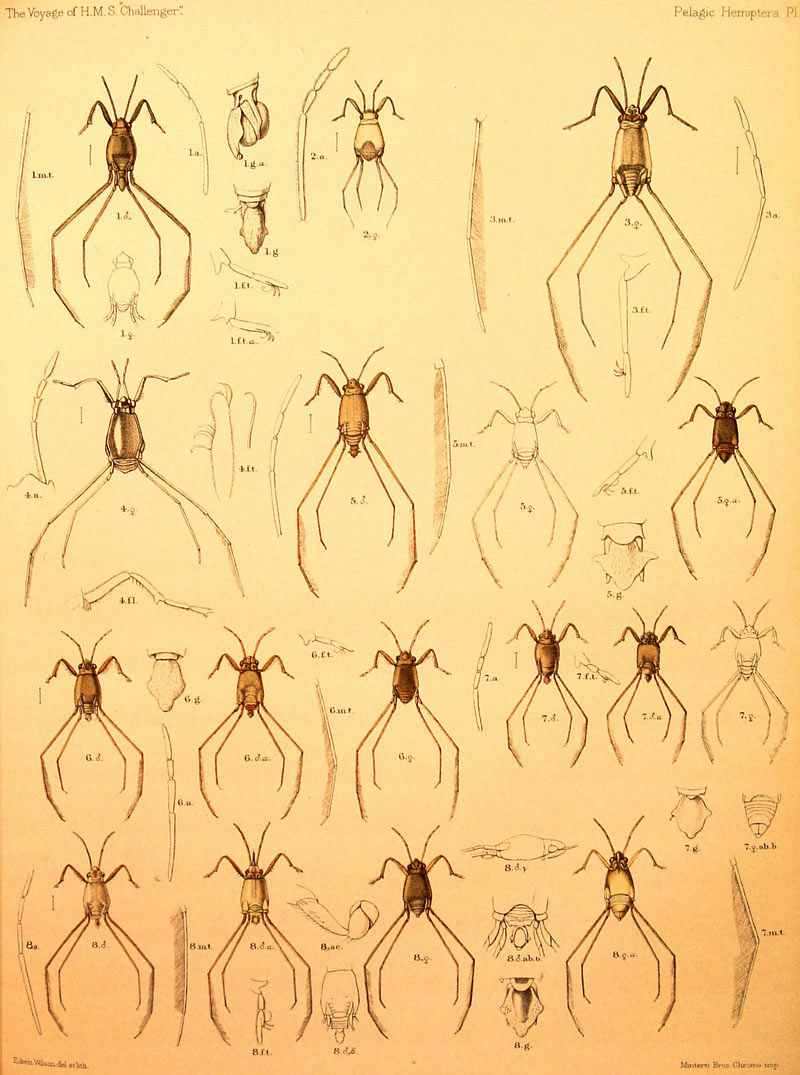
Placa Halobates do Relatório Challenger, 1883

- White, F. Buchanan (1877). «Descriptions of new species of heteropterous Hemiptera collected in the Hawaiian Islands by the Rev. T. Blackburn. No. 1». The Annals and Magazine of Natural History. ser. 4. 20 (116): 110–114. doi:10.1080/00222937708682204
- White, F. Buchanan (1878). «Descriptions of new species of heteropterous Hemiptera collected in the Hawaiian Islands by the Rev. T. Blackburn. No. 2». The Annals and Magazine of Natural History. ser. 5. 1 (5): 365–374. doi:10.1080/00222937808682346
- White, F. Buchanan (1881). «Descriptions of new species of heteropterous Hemiptera collected in the Hawaiian Islands by the Rev. T. Blackburn. No. 3». The Annals and Magazine of Natural History. ser. 5. 7 (37): 52–59. doi:10.1080/00222938109459472
- «Description of new Anthocoridae». Entomologist's Monthly Magazine. 16: 142–148. 1879
- «A Revision of the British Willows». The Journal of the Linnean Society. 27: 333–457. 1891
- com J. W. H. Trail: White, Francis Buchanan; Trail, James William Helenus (1898). The Flora of Perthshire. [S.l.: s.n.]